# Xestocephalus ovalis
Xestocephalus ovalis är en insektsart som beskrevs av Evans 1966. Xestocephalus ovalis ingår i släktet Xestocephalus och familjen dvärgstritar. Inga underarter finns listade i Catalogue of Life.